# Rue Henri-Duvernois
La rue Henri-Duvernois est une voie du 20e arrondissement de Paris, en France.

## Situation et accès

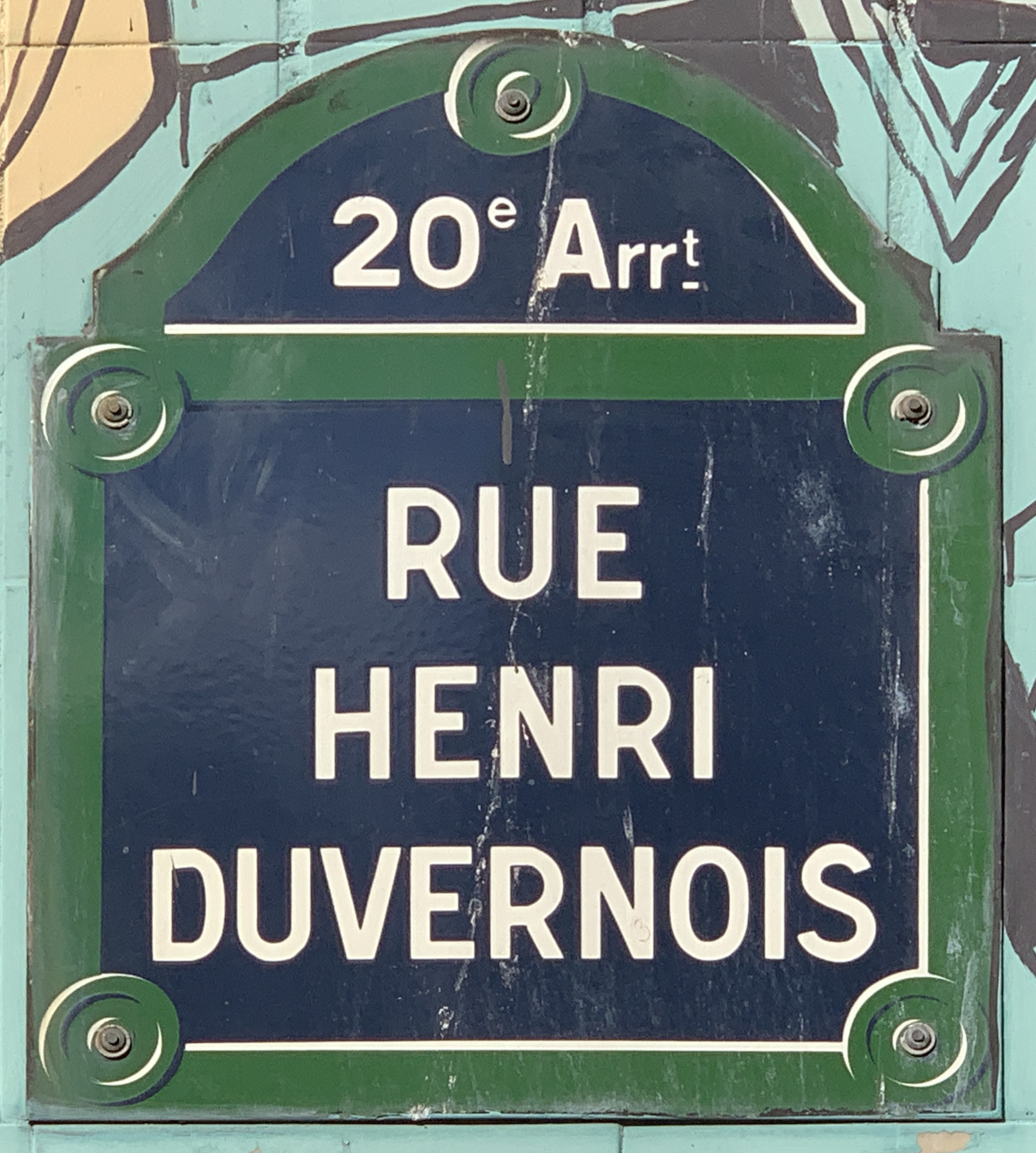
Plaque de la rue.

La rue Henri-Duvernois est une voie privée située dans le 20e arrondissement de Paris. Elle débute au 74, rue Louis-Lumière et se termine au 25, rue Serpollet.
Le quartier est desservi par la ligne 3 à la station Porte de Bagnolet.

## Origine du nom

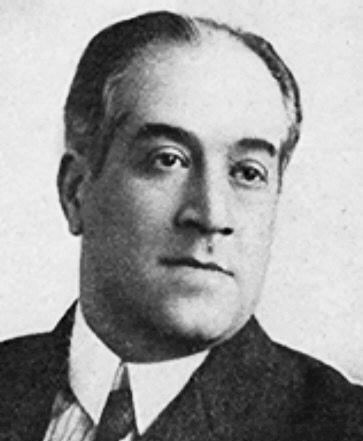
Henri Duvernois vers 1925.

Cette voie porte le nom d'Henri Duvernois (1875-1937), écrivain, scénariste et dramaturge français.

## Historique
Cette voie privée a été ouverte par la Régie immobilière de la ville de Paris, sur la zone non ædificandi de l'enceinte de Thiers et a pris sa dénomination actuelle en 1956. 

## Bâtiments remarquables et lieux de mémoire
- Nos 31-41 : barre d’immeubles construite en 1957 par l’architecte Édouard Crevel[2].